# Convergència per la Democràcia
Convergència (fins al 2002, Convergència per la Democràcia; en castellà, Convergencia por la Democracia) va ser un partit polític mexicà, fundat com a tal en 1999 per membres de la societat civil i antics membres del PRI i altres forces polítiques. El 31 de juliol de 2011, en Assemblea Nacional, els militants de l'encara partit, aprovaren reformes estatutàries que els van permetre canviar de nom, logo, així com l'estructura de l'institut polític, on es va determinar fer desaparèixer la figura del President Nacional del partit i la transformació de la resta d'òrgans directius, i canviant l'estructura política. Des de llavors, el partit s'anomena Moviment Ciutadà (Movimiento Ciudadano).
Durant el seu temps en actiu, es va definir a si mateix com un partit socialdemòcrata.